# Rodrigo (Name)
Rodrigo ist die spanische und portugiesische Variante des männlichen Vornamens Roderich.
Von diesem Vornamen leitet sich das Patronym ab, aus dem die weit verbreiteten Nachnamen Rodríguez (spanisch) bzw. Rodrigues (portugiesisch) entstanden sind.
Eine sehr ähnliche italienische Variante des Vornamens lautet Rodrico.
Eine mittelalterliche Kurzform des Namens lautet Ruy, im portugiesischen Sprachraum auch in der Schreibweise Rui. Im Galicischen findet sich die Variante Roi.
Bekanntester Namensträger ist der Westgotenkönig Roderich (Rodrigo), der legendäre „letzte Gotenkönig“ vor der islamischen Eroberung der Iberischen Halbinsel (7./8. Jahrhundert). Ebenfalls sehr bekannt ist der spanische Nationalheld Rodrigo Díaz, genannt El Cid (11. Jahrhundert).

## Namensträger

### Künstlername
- Rodrigo (Fußballspieler, 1973) (Rodrigo José Queiroz das Chagas; * 1973), brasilianischer Fußballspieler
- Rodrigo (Fußballspieler, 1991) (Rodrigo Moreno Machado; * 1991), spanischer Fußballspieler
- Rodrigo (Rodrigo Hernández Cascante; * 1996), spanischer Fußballspieler, siehe Rodri
- Rodrigo (Fußballspieler, 1998) (Rodrigo Luiz Angelotti; * 1998), brasilianischer Fußballspieler
- Bruno Rodrigo (Bruno Rodrigo Fenelon Palomo, * 1985), brasilianischer Fußballspieler
- Juan Rodrigo (José Dante P. Pascual, * 1962), philippinischer Schauspieler

### Vorname
- Rodrigo Alvim (* 1983), brasilianischer Fußballspieler
- Rodrigo de Bastidas (1460–1527), spanischer Konquistador
- Rodrigo Borgia (1431–1503), bekannt als Papst Alexander VI.
- Rodrigo Alejandro Bueno (1973–2000), argentinischer Sänger
- Rodrigo Contreras (* 1994), kolumbianischer Radrennfahrer
- Rodrigo Díaz (1043–1099), bekannt als El Cid, spanischer Nationalheld
- Rodrigo Duterte (* 1945), philippinischer Politiker
- Rodrigo Gattas (* 1991), chilenischer Fußballspieler
- Rodrigo González (* 1968), chilenischer Musiker und Bassist der deutschen Rockgruppe Die Ärzte
- Rodrigo Lima (* 2003), portugiesischer Leichtathlet
- Rodrigo Londoño Echeverri (* 1959), bekannt als Timoleón Jiménez, kolumbianischer Guerilla-Kämpfer
- Rodrigo Medina de la Cruz (* 1972), mexikanischer Politiker
- Rodrigo Montoya Rojas (* 1943), peruanischer Anthropologe, Soziologe, Schriftsteller und Sammler von Liedern
- Rodrigo de Paul (* 1994), argentinischer Fußballspieler
- Rodrigo Pessoa (* 1972), brasilianischer Springreiter
- Rodrigo Prieto (* 1965), mexikanisch-US-amerikanischer Kameramann
- Rodrigo Rain (* 1975), chilenischer Fußballspieler
- Rodrigo Rato (* 1949), spanischer Politiker
- Rodrigo Ríos Lozano (* 1990), spanischer Fußballspieler, siehe Rodri (Fußballspieler, 1990)
- Rodrigo Rivera (* 1963), kolumbianischer Politiker
- Rodrigo Rojas Vade (* 1983), chilenischer Aktivist und Politiker
- Rodrigo Sales (* 1973), US-amerikanischer Unternehmer und Autorennfahrer
- Rodrigo Salinas Muñoz (* 1989), chilenischer Handballspieler
- Rodrigo Santoro (* 1975), brasilianischer Schauspieler
- Rodrigo Seiji (* 1986), brasilianischer Pokerspieler
- Rodrigo Valdez (1946–2017), kolumbianischer Boxweltmeister
- Rodrigo Zalazar (* 1999), uruguayisch-spanischer Fußballspieler

### Familienname
- Agustí Alaman i Rodrigo (1912–1994), spanischer Komponist, Pianist und Chorleiter
- Aitana Rodrigo (* 2000), spanische Sprinterin
- David Rodrigo (* 1968), spanischer Fußballtrainer
- Florrie Rodrigo (1893–1996), niederländische Tänzerin, Choreografin und Ballettlehrerin
- Francisco Soc Rodrigo (1914–1998), philippinischer Rechtsanwalt, Journalist und Politiker
- Gabriel Rodrigo (* 1996), argentinischer Motorradrennfahrer
- Inés Martín Rodrigo (* 1983), spanische Journalistin und Schriftstellerin
- María Rodrigo (1888–1967), spanische Komponistin, Pianistin und Dozentin
- Joaquín Rodrigo (1901–1999), spanischer Komponist
- Olivia Rodrigo (* 2003), US-amerikanische Schauspielerin und Sängerin